# Karol Pawlik
Karol Pawlik (ur. 17 marca 1994) – polski lekkoatleta specjalizujący się w skoku o tyczce.

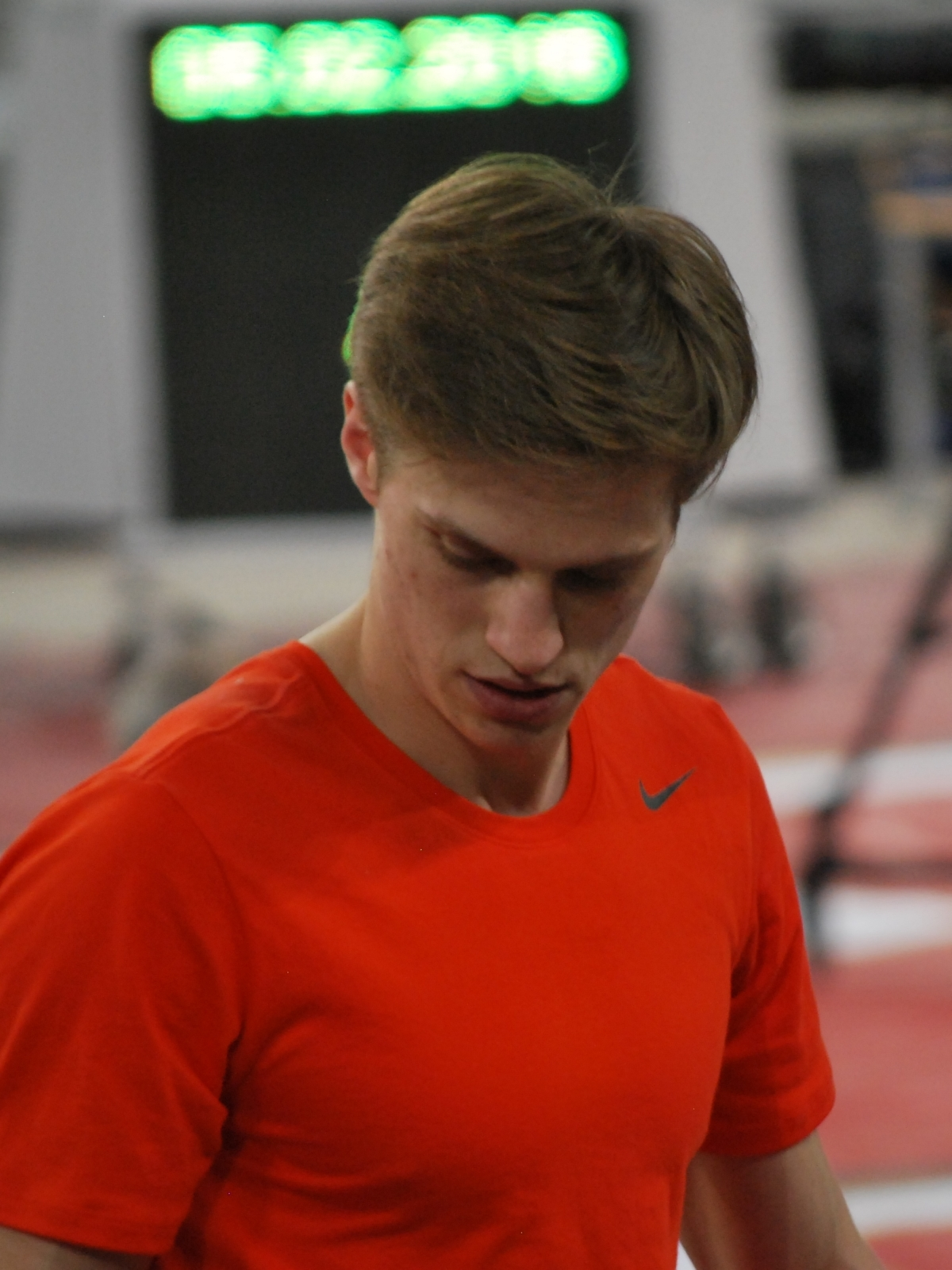
Karol Pawlik

Reprezentował Polskę w zawodach międzynarodowych, osiągając rekord życiowy 5,50 m, który pokonał wielokrotnie w swojej karierze, w tym w 2017, 2018 i 2019 roku. W swojej karierze zaliczył znaczące występy na arenie krajowej jak i międzynarodowej ( World Athletics i European Athletics). Karol Pawlik przez pewien czas zajmował 44. miejsce w europejskim rankingu skoku o tyczce mężczyzn.

## Kariera sportowa
Zawodnik CWZS Zawisza Bydgoszcz SL. Brązowy medalista mistrzostw Polski (2016, 2022). Halowy wicemistrz Polski (2017). Halowy Brązowy medalista mistrzostw Polski (2022) Młodzieżowy mistrz Polski (2015, 2016) oraz mistrz Polski juniorów (2012).

## Rekordy życiowe:
- stadion – 5,50 (12 września 2019, Karpacz);
- hala – 5,50 (11 lutego 2017, Spała, 15 lutego 2018, Toruń oraz 26 stycznia 2019, Łódź).